# 11문자 살인사건
《11문자 살인사건》(일본어: 11文字の殺人)은 히가시노 게이고의 1987년작 장편 추리소설이다. 대한민국에는 2007년 번역 출간되었고, 2018년 개정판이 출간되었다. 역자는 민경욱이다.

## 시놉시스
추리 소설가인 '나'는 담당 편집자 후유코의 제안으로 같은 소설가 가와즈와 만나 사귀게 된다. 그런데 그는 어느 날 자신이 누군가의 표적이 되었다는 이야기를 하고, 그 다음날 살해되어 발견된다. 크게 상심한 '나'는 가와즈의 유품을 정리하면서 애인의 죽음에 미스터리가 많다고 여기고, 애인의 과거를 조사하게 된다.

## 등장인물
- 나(あたし)

이 작품의 화자로, 이름이 나오지 않는다. 크게 유명하지는 않은 여성 추리 소설가. 신문기자였던 전 남편과 결별한 과거가 있다.
- 가와즈 마사유키(川津雅之)

'나'가 후유코의 제안으로 만나게 된 잘생긴 소설가. '나'와 2개월간 교제하던 중 살해당한다.
- 하기오 후유코(萩尾冬子)

'나'의 친구이자 담당 편집자. '나'가 가와즈의 죽음을 파헤치는 것을 돕는다. 범인이다.
- 니자토 미유키(新里美由紀)

가와즈의 전 동업자였던 사진기자. 1년 전 요트 여행 참가자.
- 야마모리 다쿠야(山森卓也)

스포츠센터 '야마모리 스포츠플라자' 대표. 자수성가한 사업가이다. 가와즈가 살해되기 직전 만난 인물이며, 가와즈를 비롯한 스포츠센터 회원들과 관련이 있다.
- 하루무라 시즈코(春村志津子)

야마모리 스포츠플라자의 여자 종업원. 입사한 지 1년이 안 되었다고 한다.
- 가네이 사부로(金井三郎)

야마모리 스포츠플라자에서 일하는 직원. 1년 전 요트 여행 참가자.
- 이시쿠라 유스케(石倉佑介)

야마모리 스포츠플라자에서 일하는 헬스트레이너. 1년 전 요트 여행 참가자.
- 사카가미 유타카(坂上豊)

연극 배우.  1년 전 요트 여행 참가자.
- 야마모리 유미(山森由美)

야마모리 대표의 딸. 시각장애인이다. 1년 전 요트 여행 참가자.
- 야마모리 마사에(山森正枝)

야마모리 대표의 부인. 1년 전 요트 여행 참가자.
- 다케모토 유키히로(竹本幸裕)

1년 전 요트 여행 참가자 중 유일하게 살아남지 못한 사람.